# Barbie e il canto di Natale
Barbie e il canto di Natale (Barbie in a Christmas Carol) è un film d'animazione in computer grafica del 2008 diretto da William Lau, e distribuito direttamente per il mercato home video, liberamente ispirato al romanzo breve Canto di Natale, scritto da Charles Dickens e pubblicato nel 1843. 
È il quattordicesimo film di Barbie e il secondo a tema natalizio da Barbie e lo schiaccianoci. Dopo essere stato proiettato in anteprima da Kidtoon Films il 1º novembre, il film è stato distribuito in DVD il 4 novembre negli Stati Uniti e il 3 dicembre in Italia.

## Trama
Alla vigilia di Natale, la piccola Shelley non vuole partecipare ad un ballo di beneficenza per un ospedale, preferendo rispettare le tradizioni di famiglia e odiando il Natale. Allora sua sorella maggiore Barbie le mostra la sua sfera di neve e le racconta la storia di Eden Starling, la più famosa stella del canto dell'Inghilterra vittoriana.
Ella è bellissima e piena di talento, ma anche incredibilmente egoista e piena di sé, detesta il Natale e pretende che la sua compagnia (composta da due gemelle ballerine, un mago, un giocoliere e Catherine, sua amica nonché costumista) si esibisca anche la sera di Natale, minacciandoli di licenziarli in caso contrario; Catherine tenta di convincerla a concedere loro delle vacanze, ma senza successo. Una notte, dopo aver terminato le prove, Eden viene svegliata dallo spirito di sua zia Marie, colei che l'ha resa così com'è (avendole sempre ripetuto la frase «In un mondo tanto egoista, l'egoista ha tanto successo»). Quest'ultima ammette di aver commesso un terribile errore e di averla spinta in questa direzione perché lei stessa non possedeva il talento che avrebbe voluto avere, e le annuncia l'arrivo di tre spiriti che l'aiuteranno a cambiare la sua vita.
Eden riceve prima la visita dello spirito del Natale Passato, che le mostra quando da piccola già veniva obbligata da zia Marie a continue esercitazioni al canto e al pianoforte per raggiungere il successo, e quando cantava con Catherine a casa di quest'ultima; una vigilia, scappò di casa per andare dalla famiglia dell'amica, ma zia Marie la venne subito a riprendere scatenando una scenata: da quel momento non la lasciò più uscire di casa.
Successivamente arriva lo spirito del Natale Presente: grazie ad esso, Eden scopre che i suoi collaboratori non hanno stima di lei e che Catherine supporta un orfanotrofio il quale rischia la chiusura, e per questo sta preparando uno spettacolo natalizio per far esibire i bambini; Eden ne rimane molto colpita.
Infine, si presenta lo spirito del Natale Futuro che le mostra il suo probabile avvenire: dopo aver obbligato tutti a lavorare in teatro, li licenzierà in tronco per essersi presentati con due minuti di ritardo; Eden stessa cadrà in disgrazia, mentre Catherine diventerà una famosa e ricca stilista ma peggiorerà nel carattere diventando pretenziosa ed egoista tanto quanto lei; inoltre, l'orfanotrofio che la ragazza voleva aiutare verrà chiuso in sua assenza mentre era alla ricerca di un impiego dopo il licenziamento. Eden ci rimane molto male, dichiara di non volere una vita così squallida e di voler cambiare.
La mattina di Natale, la protagonista si risveglia sentendosi finalmente cambiata: concede ai suoi dipendenti di trascorrere le vacanze con le loro famiglie, elargisce regali e gratifiche, infine accompagna Catherine allo spettacolo dei bambini dell'orfanotrofio, che decide di finanziare. Prima di andare a casa della famiglia dell'amica, Eden le mostra la palla con la neve che ella le aveva regalato anni addietro, che terrà sempre sul comodino per ricordarsi ogni giorno di tenere vivo il sentimento del Natale nel suo cuore, e affinché la cosa sia tramandata anche ai suoi discendenti; la carrozza però non può partire a causa della troppa neve, così i tre spiriti del Natale escono dalla palla con la neve, rendendosi visibili a tutti i presenti, e liberano il passaggio. Da quel giorno, Eden diventò più buona con tutti.
Shelley si domanda se la sfera di neve che possiedono sia proprio quella appartenuta a Eden Starling, e se quindi loro due siano sue discendenti; Barbie crede di sì e gliela regala. Nikki, l'amica di quest'ultima, si presenta per portarle al ballo di beneficenza e Shelley finalmente accetta di partecipare.

## Colonna sonora[3]
La colonna sonora è stata eseguita dall'Orchestra Filarmonica Ceca e dalla Chamber Orchestra of Europe.
1. O Christmas Tree – 1:23
2. Deck the Halls – 1:49
3. Jolly Old St. Nicholas – 1:16
4. Joy to the World – 2:17
5. We Wish You a Merry Christmas – 2:28
6. Jingle Bells – 1:49
7. Hark! The Herald Angels Sing – 2:54
8. Silent Night! – 3:33
9. A Barbie 12 Days of Christmas – 3:43
10. I Love This Christmas – 1:43
11. California Christmas – 3:11

## Doppiaggio
| Personaggi                  | Doppiatore originale                                    | Doppiatore italiano                                      |
| --------------------------- | ------------------------------------------------------- | -------------------------------------------------------- |
| Barbie                      | Kelly Sheridan                                          | Emanuela Pacotto (dialoghi), Rossella Ruini (Eden canto) |
| Eden Starling               | Morwenna Banks (dialoghi), Melissa Lyons (canto)        | Emanuela Pacotto (dialoghi), Rossella Ruini (Eden canto) |
| Nikki/Catherine             | Kandyse McClure (dialoghi), Shauntia Fleming (canto)    | Domitilla D'Amico (dialoghi), Fernanda Filindeu (canto)  |
| Chuzzlewit                  | Kathleen Barr                                           | (originale)                                              |
| Zia Marie                   | Pam Hyatt                                               | Stefania Romagnoli                                       |
| Spirito del Natale Passato  | Tabitha St. Germain                                     | Eleonora Reti (dialoghi), Francesca Data (canto)         |
| Spirito del Natale Presente | Kathleen Barr                                           | Alessandra Korompay (dialoghi), Manuela Garofalo (canto) |
| Spirito del Natale Futuro   | Gwynyth Walsh                                           | Irene Di Valmo (dialoghi), Marjorie Biondo (canto)       |
| Ann                         | Shannon Chan-Kent (dialoghi), Leanne Araya (canto)      | Francesca Rinaldi (dialoghi), Francesca Data (canto)     |
| Nann                        | Shannon Chan-Kent (dialoghi), Leanne Araya (canto)      | Valeria Vidali (dialoghi), Francesca Data (canto)        |
| Freddy                      | Luke Smith (dialoghi), Anthony Fett (canto)             | Francesco Pezzulli (dialoghi), Fabrizio Palma (canto)    |
| Maurice                     | Fabrice Grower (dialoghi), Tim Fett (canto)             | Carlo Scipioni (dialoghi), Fabrizio Palma (canto)        |
| Kelly/Tammy                 | Amelia Henderson (dialoghi), Michael Ann Angone (canto) | Eva Padoan (dialoghi), Giulia Luzi (Tammy canto)         |
| Direttore dell'orfanotrofio | Fabrice Grower                                          | Alessandro Ballico                                       |
| Jacob                       | Morgan Roff                                             | Mattia Nissolino                                         |
| Ipnotizzatore               | Terry Klassen                                           | Pierluigi Astore                                         |